# Il giro del mondo in 80 giorni (film 1956)
Il giro del mondo in 80 giorni (Around the World in 80 Days) è un film del 1956 diretto da Michael Anderson, liberamente tratto dal romanzo Il giro del mondo in 80 giorni (1872) di Jules Verne.
Il film venne presentato fuori concorso al 10º Festival di Cannes e vinse cinque Premi Oscar (tra cui miglior film) su otto candidature e due Golden Globe (su tre candidature). Il film presenta 40 camei di attori famosi del tempo, tra i quali Fernandel, Peter Lorre, Frank Sinatra, John Carradine, Marlene Dietrich, Buster Keaton.

## Trama
Phileas Fogg è un gentiluomo londinese, persona elegante, estremamente precisa e abitudinaria. Un giorno viene coinvolto in una scommessa lanciata da alcuni membri del Reform Club, club per gentiluomini da lui frequentato, che discutono sulla possibilità di effettuare un viaggio attorno al mondo in soli ottanta giorni.
Fogg accetta la scommessa, la cui posta in palio è di 20.000 £, e parte immediatamente, accompagnato dal suo maggiordomo Passepartout, appena assunto al suo servizio. Durante il viaggio, ricco di sorprese e di contrattempi, i due utilizzeranno i più svariati mezzi di trasporto (treni, piroscafi, mongolfiere, piroghe ed elefanti) e si troveranno coinvolti in movimentate avventure, quali il salvataggio della principessa indiana Aouda, che seguirà Fogg fino a Londra e diventerà sua moglie.
Durante l'intero percorso, Fogg viene inseguito dal detective Fix, che lo crede responsabile di una rapina presso la Banca d'Inghilterra. L'investigatore lo arresta e lo trattiene per un giorno, il che non era previsto dalla tabella di marcia; Fogg crede quindi di aver perso la scommessa. Ma, avendo viaggiato sempre verso oriente, egli ha guadagnato una giornata rispetto agli ottanta giorni previsti, il che gli permette di presentarsi in perfetto orario nella sede del club e di vincere la scommessa.

## Mezzi utilizzati da Mr. Fogg
- Mongolfiera
- Nave
- Treno
- Elefante
- Risciò
- Piroscafo
- Veliero
- Automobile

## Differenze con il romanzo
- Nel film Fogg e Passepartout seguono un itinerario indicato dalla compagnia di viaggi Thomas Cook, nel romanzo è Fogg che decide l'itinerario con le tappe da seguire.
- Nel film il rientro a Londra dei protagonisti è fissato per il 21 di Settembre mentre nel libro è il 21 di Dicembre.
- I protagonisti del film viaggiano in mongolfiera, mezzo di trasporto assolutamente non menzionato nel romanzo.
- I protagonisti del film fanno tappa in Spagna, nel libro invece fanno tappa in Italia.
- Nel romanzo attraversano gli Stati Uniti in inverno e raggiungono New York, porto d'imbarco del piroscafo China in slitta. Nel film invece, dopo il salvataggio di Passepartout rapito dai Sioux, viaggiano su una draisina ferroviaria ad azionamento manuale a leva.

## Distribuzione
Il film fu distribuito nelle sale cinematografiche nel formato panoramico 2,20:1 in Todd-AO (Mike Todd era tra i produttori del film) e cioè girato in 65 mm su negativo e stampato in 70 mm su positivo. Questo, naturalmente, portava ad un effetto di "dilatazione" dello schermo ed avvicinava il prodotto a quello che era la moda di quegli anni, e cioè il Cinerama.
La versione integrale, disponibile in DVD, comprensiva di ouverture ed exit music dura 183 minuti e inizia con un lungo estratto dal Viaggio nella Luna di Georges Méliès.

## Riconoscimenti
- 1957 - Premio Oscar
  - Miglior film a Mike Todd
  - Migliore sceneggiatura non originale a James Poe, John Farrow e S. J. Perelman
  - Migliore fotografia a Lionel Lindon
  - Miglior montaggio a Gene Ruggiero e Paul Weatherwax
  - Miglior colonna sonora a Victor Young
  - Candidatura Migliore regia a Michael Anderson
  - Candidatura Migliori costumi a Miles White
  - Candidatura Migliore scenografia a James W. Sullivan, Ken Adam e Ross Dowd
- 1957 - Golden Globe
  - Miglior film drammatico
  - Miglior attore in un film commedia o musicale a Cantinflas
  - Candidatura Migliore regia a Michael Anderson
- 1956 - National Board of Review Award
  - Miglior film
- 1956 - New York Film Critics Circle Award
  - Miglior film
  - Migliore sceneggiatura a S. J. Perelman
- 1957 - Directors Guild of America
  - Candidatura Migliore regia a Michael Anderson
- 1957 - Writers Guild of America
  - Migliore sceneggiatura a James Poe, John Farrow e S. J. Perelman